# Ardeosauridae
Ardeosauridae es una familia extinta de lagartos conocida del Jurásico tardío de Alemania y América del Norte y del Cretácico inferior de Mongolia, con otras especies potenciales descubiertas en otros lugares de Europa y Asia durante el mismo período de tiempo.
Se debate la posición filogenética de esta familia; a menudo se definen como geckonomorfos, pero otros estudios han encontrado que son escamosos basales, mientras que otros han encontrado que son los miembros más basales de Scincoidea o Iguania.
Se conocen los siguientes géneros:
- † Ardeosaurus Meyer, 1855
- † Gurvelus Alifanov, 2019
- † Limnoscansor Meyer et al. 2023 [1]
- † Helioscopos Meyer et al. 2023 [1]
- †? Schoenesmahl Conrad, 2018
- ? † Chometokadmon Costa, 1864
- ? † Palaeolacerta Cocude-Michel, 1961
- ? † Yabeinosaurus Endo y Shikama, 1942